# Torremocha de Jiloca
Torremocha de Jiloca (aragónul Torremocha de Xiloca) község Spanyolországban, Teruel tartományban. Torremocha de Jiloca Aguatón, Camañas, Santa Eulalia del Campo, Alba és Torrelacárcel községekkel határos. Lakosainak száma 103 fő (2024).

## Népesség
A település népessége az utóbbi években az alábbiak szerint változott:
| Lakosok száma | 165  | 158  | 141  | 143  | 128  | 126  | 107  | 109  | 106  | 103  |
|               | 2001 | 2004 | 2007 | 2009 | 2012 | 2014 | 2017 | 2019 | 2022 | 2024 |